# John Arcudi
John Arcudi (Norwalk, ...) è un fumettista e scrittore statunitense, noto soprattutto per essere uno dei co-creatori del personaggio The Mask.
Nella sua carriera fumettistica Arcudi ha lavorato per la Image Comics (su Gen¹³), per la DC Comics (su Lo Skatzato e Doom Patrol) e soprattutto per la Dark Horse, per la quale ha scritto su serie come The Mask, Robocop, Barb Wire (della quale ha scritto anche un romanzo nel 1996), Predator, Aliens e B.P.R.D..